# Nyihahák

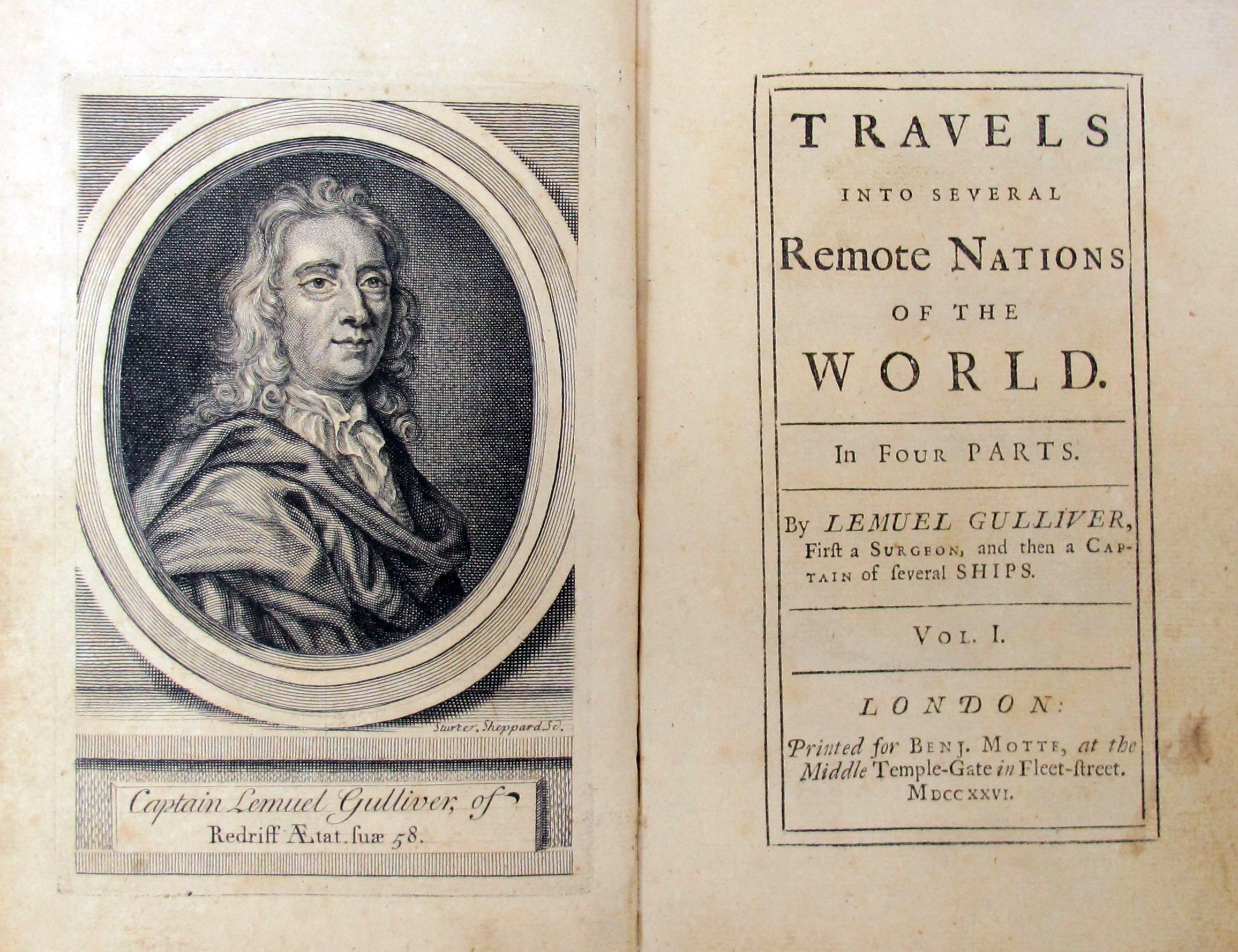
A Gulliver első kiadása

A nyihahák (angolul: Houyhnhnm) Swift Gulliver-történeteinek egyikében, a negyedik utazásban jelennek meg.
»1710. szeptember 7. napján bontottuk ki vitorlánkat...«
Ez után az utópikus utazás után Gulliver többé nem kel útra. Nincs már hová. Ennek a végtelenül pesszimista, szatirikus történetnek a végső mondanivalója ugyanis a teljes reménytelenség.
A nyihahák – külsőleg lovak. A nyihahák az erő, a szelídség, a természetes szépség, barátságosság és az értelem megtestesítői.
A nyihahák gyermekeiket elsősorban fizikailag nevelik. Nem betegszenek meg, és nyugodtan, fájdalommentesen halnak meg. Nem háborúznak, és nem dolgozzák magukat halálra. Nincsenek olyan szükségleteik, amelyek kielégítése különösebb erőfeszítéseket igényelne.
A nyihahák szépek, tiszták és elegánsak. Nincs szükségük ruhára. Erkölcsük a kölcsönös tiszteleten és jóindulaton alapul. Művészetük a költészet. Társadalmilag szabályozott módon szaporodnak, ami megakadályozza a túlnépesedést és az elkorcsosulást.
Végtelenül intelligensek. A hazugságot, mint logikai képtelenséget nem ismerik. Társadalmuk arisztokratikus köztársaság; a döntéshozatal kizárólag egyhangú lehet.
Tudománnyal, történelemmel – mint felesleges, értelmetlen dolgokkal – nem foglalkoznak.
A lovak társadalma mellett ezen a szigeten létezik a jehuk primitív, otromba, alantas és gyalázatos társadalma is, ami szöges ellentétben áll a lovakéval.
Gulliver hazatérte után rájön, hogy ő és minden ember a jehuk közé tartozik, ezért az emberek között nem tud többé meglenni, előlük rendre az istállóba menekül.